# George Booker

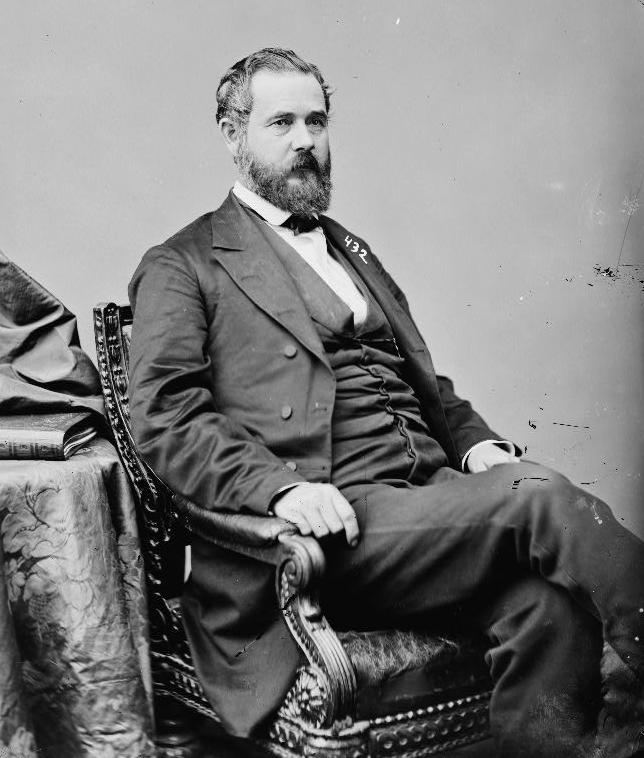
George Booker

George William Booker (* 5. Dezember 1821 bei Stuart, Patrick County, Virginia; † 4. Juni 1883 in Martinsville, Virginia) war ein US-amerikanischer Politiker. In den Jahren 1870 und 1871 vertrat er den Bundesstaat Virginia im US-Repräsentantenhaus.

## Werdegang
George Booker besuchte die öffentlichen Schulen seiner Heimat und war danach als Lehrer tätig. Nach einem anschließenden Jurastudium und seiner 1846 erfolgten Zulassung als Rechtsanwalt begann er im Patrick County in diesem Beruf zu arbeiten. Zeitweise war er auch Friedensrichter im Henry County. Zwischen 1856 und 1868 fungierte er als Bezirksrichter. Politisch war Booker zunächst Mitglied der Republikanischen Partei. Zwischen 1865 und 1867 sowie nochmals von 1871 bis 1873 saß er im Abgeordnetenhaus von Virginia. Im Jahr 1868 war er für kurze Zeit Attorney General seines Staates. Um diese Zeit schloss er sich der kurzlebigen Conservative Party of Virginia an.
Nach der Wiederzulassung des Staates Virginia zur Union wurde Booker als deren Kandidat im vierten Wahlbezirk von Virginia in das US-Repräsentantenhaus in Washington, D.C. gewählt, wo er am 26. Januar 1870 sein neues Mandat antrat. Bis zum 3. März 1871 beendete er dort die laufende Legislaturperiode. Nach dem Ende seiner Zeit im US-Repräsentantenhaus praktizierte George Booker wieder als Anwalt. Er starb am 4. Juni 1883 in Martinsville.